# 长崎齿瓢虫属
长崎齿瓢虫属（学名：Afissula）是瓢虫科下的一个属。

## 下属物种
本属包括以下物种：
- 阿里山长崎齿瓢虫 Afissula arisana (Li, 1961)
- Afissula expansa (Dieke, 1947)